# Vila Real
Vila Real (portugisiskt uttal: [ˈvilɐ ʁiˈal]
 ( lyssna)) är en stad i norra Portugal med 17 345 invånare (2021).                                          

Vila Real är huvudort i kommunen med samma namn och residensstad i Distrito de Vila Real.

## Ortnamnet
Ortnamnet Vila Real betyder ”kungliga staden”. Detta beror att staden grundades 1289 av kungen Dionysius med namnet Vila Real de Panóias. 

## Freguesias
Vila Real är indelat i 20 freguesias (kommundelar):

- Abaças
- Adoufe e Vilarinho de Samardã
- Andrães
- Arroios
- Borbela e Lamas de Olo
- Campeã
- Constantim e Vale de Nogueiras
- Folhadela
- Guiães
- Lordelo
- Mateus
- Mondrões
- Mouçós e Lamares
- Nogueira e Ermida
- Parada de Cunhos
- Pena, Quintã e Vila Cova
- São Tomé do Castelo e Justes
- Torgueda
- Vila Marim
- Vila Real

## Stadsbild
Staden ligger där floderna Rio Corgo och Rio Cabril förenar sig. Stora palatser som uppfördes mellan 1200-talet och 1500-talet dokumenterar framgångsrika tider. I ett av dessa hus föddes sjöfararen Diogo Cão som upptäckte Kongoflodens mynning för västvärlden. Byggnaden tillhörde en längre tid regionens markgreve och där finns stadens turistbyrå. Ortens katedral uppfördes i romansk stil. Två kyrkor i stadens östra del kännetecknas av interriör i guld. Stadens botaniska trädgård har en avdelning med örter som odlades under förhistorisk tid. Ett minnesmärke är bildat av tre ekar som odlades från kvistar som tillhörde trädet som fanns vid ingången av koncentrationslägret Auschwitz.
Väster om staden ligger byn Bisalhães med traditionella krukmakerier. Konsten upptogs 2016 av UNESCO som immateriellt kulturarv.

## Bilder

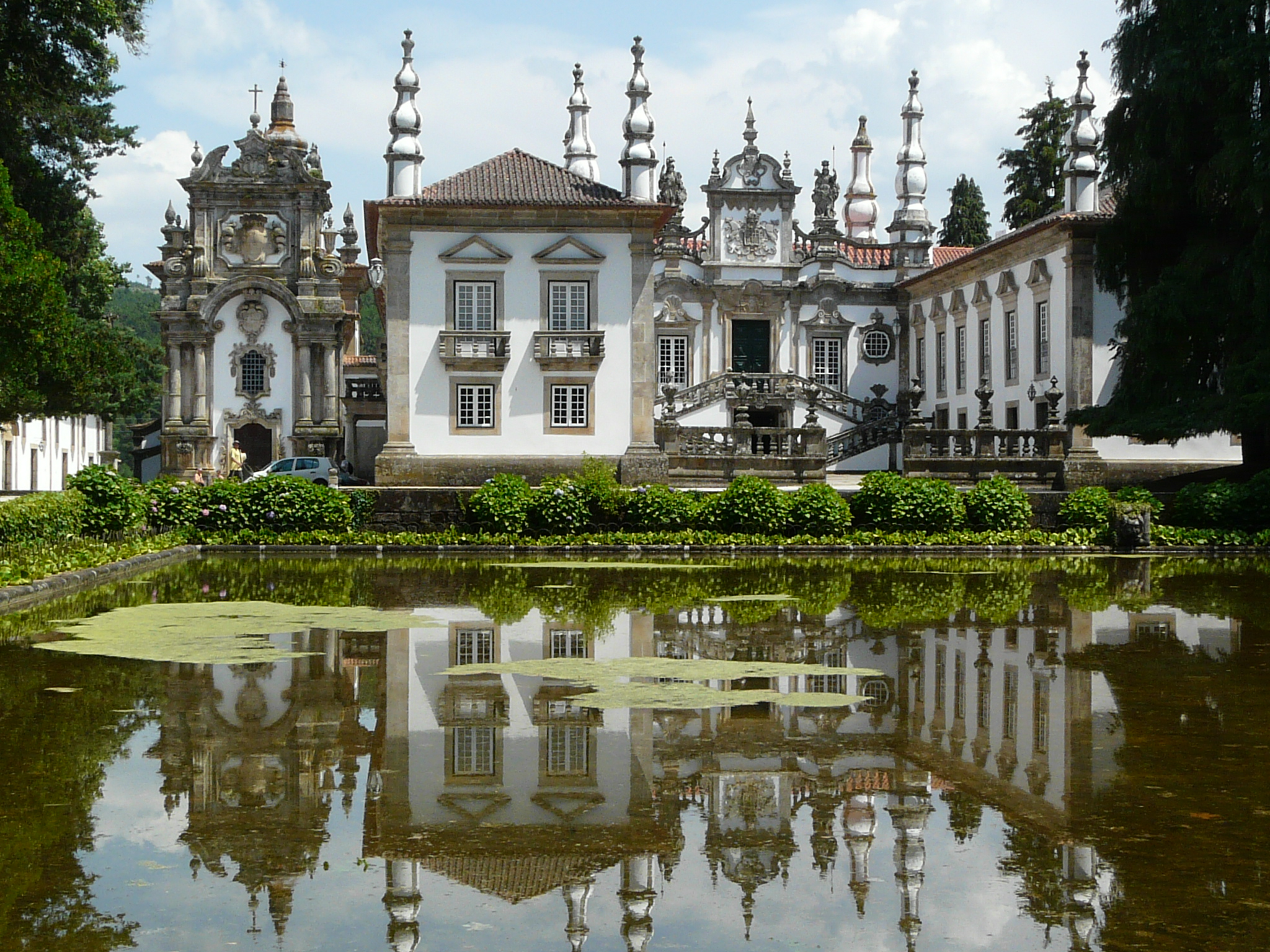
Palácio de Mateus
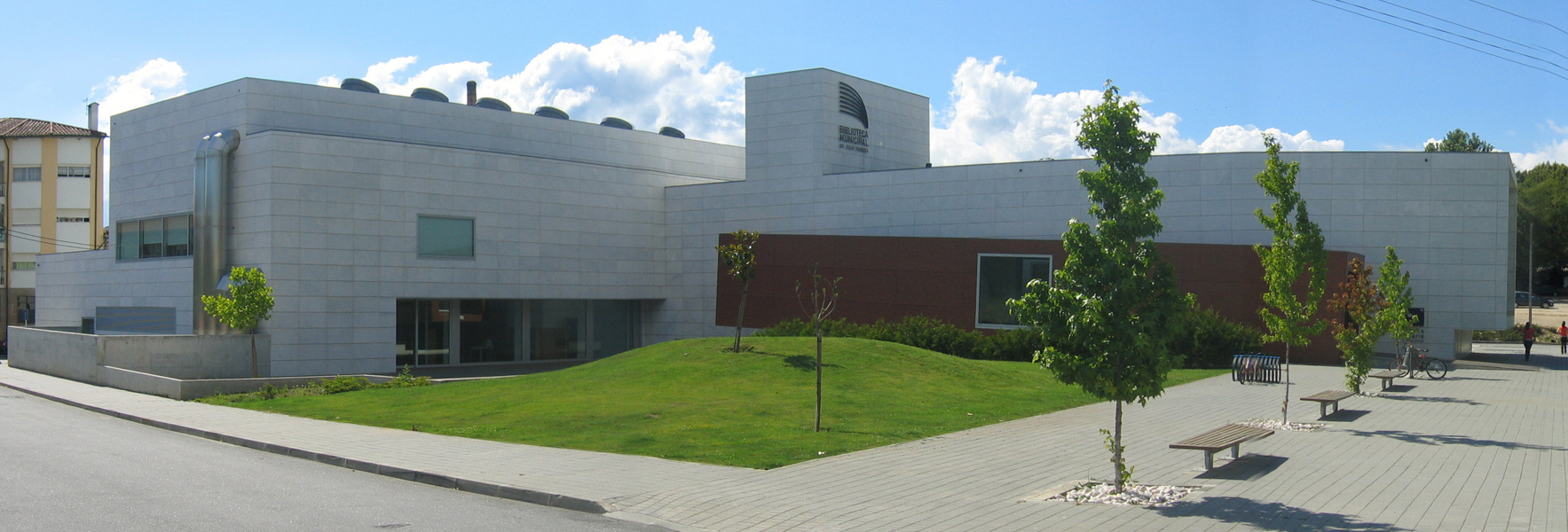
Stadsbiblioteket Biblioteca Municipal Dr. Júlio Teixeira.
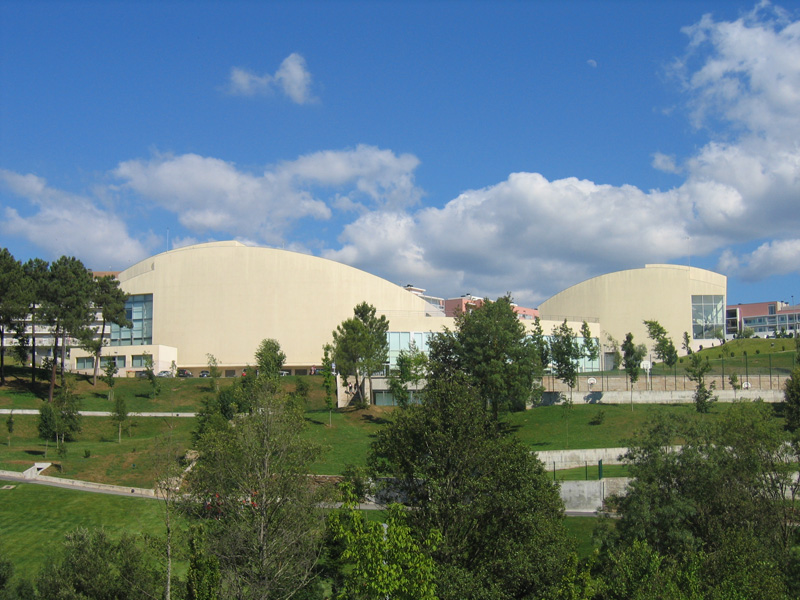
Teatern Teatro de Vila Real
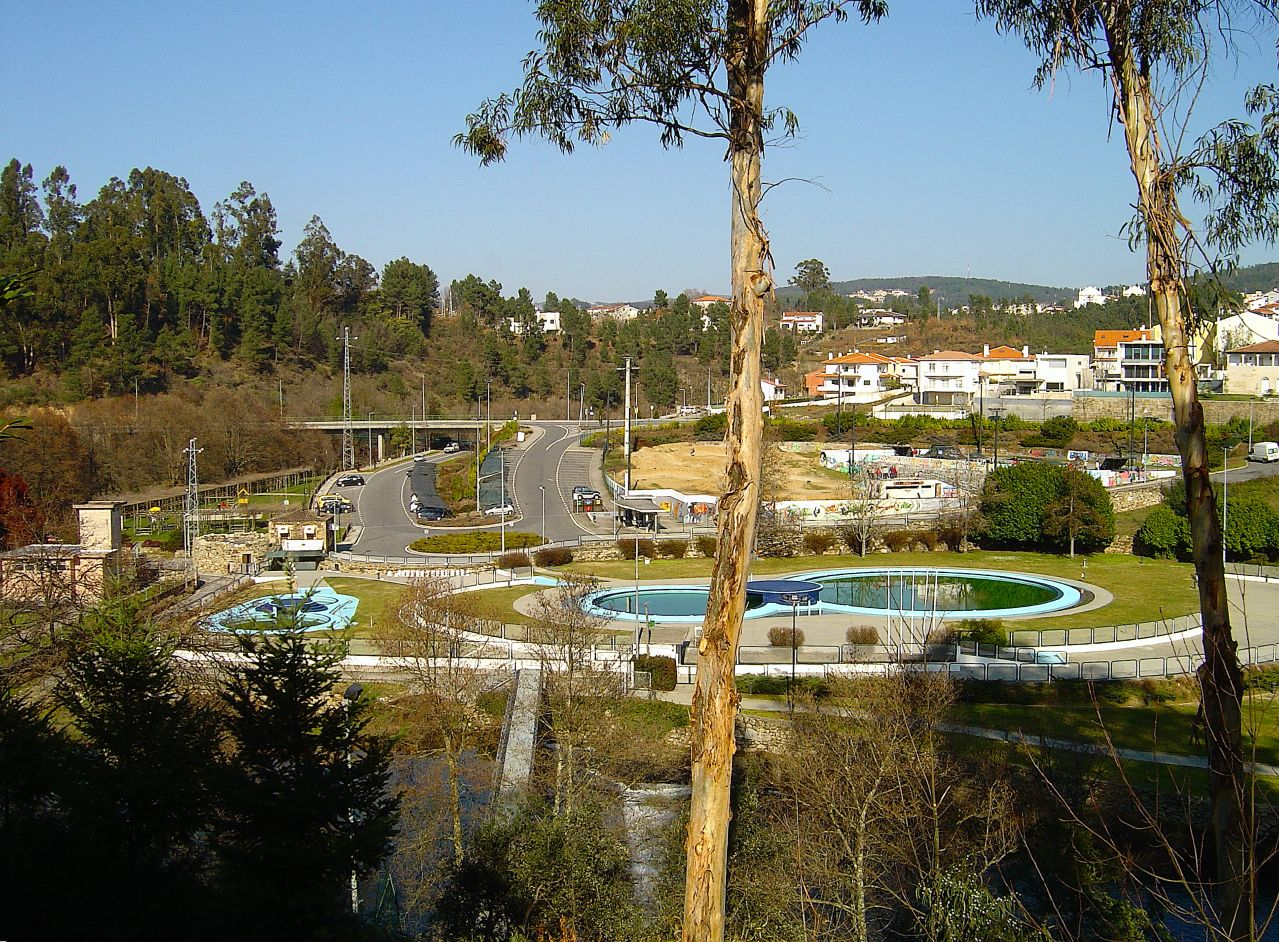
Nöjesparken Complexo Recreativo de Codessais
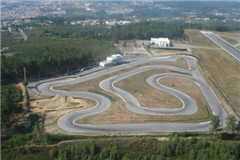
Kartracingbana Kartódromo AMF de Vila Real.
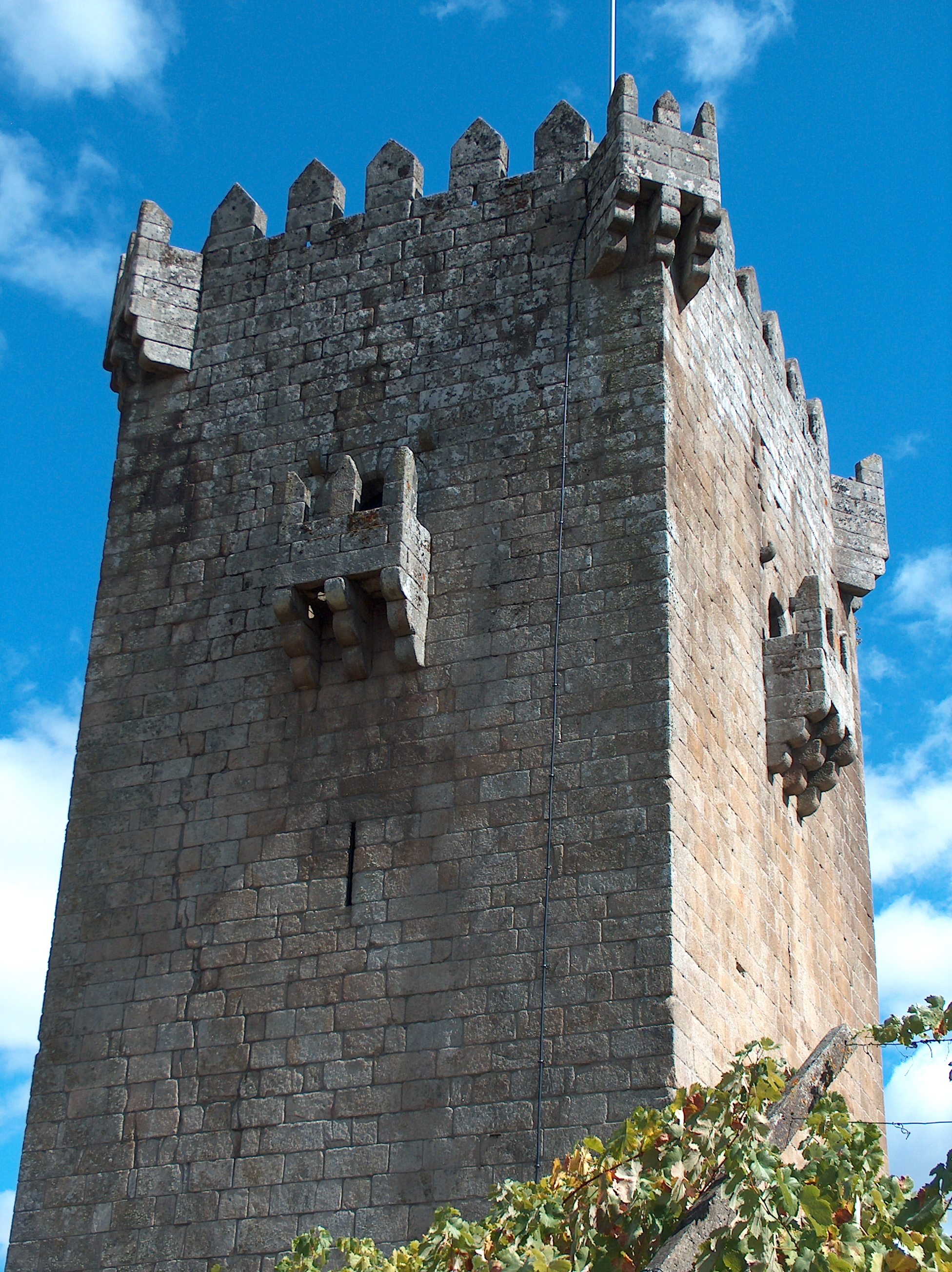
Quintela-tornet